# Malattia di Paget vulvare
La malattia di Paget vulvare è una patologia estremamente rara (incidenza di circa 1 a 100 000) caratterizzata dalla presenza di cellule maligne con comportamento e aspetto pagetoide (analoghe alle cellule della malattia di Paget nella mammella).
L'aspetto macroscopico della lesione può trarre in inganno e causare confusione, infatti visivamente la lesione può somigliare ad una dermatite o ad altre manifestazioni a carattere infiammatorio più frequenti in termini di incidenza.
L'esordio è tipico in età post menopausale (l'etnia caucasica è la più colpita) e, a differenza della sua controparte mammaria, non è quasi mai associata a una concomitante neoplasia dei tessuti profondi, solo il 5% dei casi presenta un adenocarcinoma sottostante a carattere più o meno infiltrante.
La malattia di Paget vulvare tende inoltre ad essere spesso concomitante (1 caso su 5) con la presenza di adenocarcinomi in altre sedi pelviche (come il retto, la cervice, la vescica etc).
Si ipotizza che tali associazioni siano dovute ad un propagarsi delle cellule neoplastiche in suddette sedi con modalità pagetoide o, più raramente, da suddette sedi alla vulva. In ogni caso, un panel immunoistochimico caratterizzato da CK5,6,20- p63, S100, MelanA, HMB-45 e CK7/CEA+ può far pensare a una lesione primariamente vulvare.
L'approccio chirurgico alla lesione tende ad essere demolitivo a causa della natura pagetoide delle cellule che tendono quindi a scivolare tra l'epitelio sano e la lamina basale (se è presente infiltrazione, si rende necessaria anche una linfoadenectomia inguinofemorale) senza crescere in masse coese.
Nonostante la resezione di gran parte della cute e degli annessi, le recidive sono molto frequenti (circa 1 per ogni 2 pazienti operate) e possono insorgere anche dopo anni dall'intervento, motivo per cui si rende necessario seguire attentamente queste pazienti con programmi personalizzati di follow-up postoperatorio.